# Christian Heinrich Spieß
Christian Heinrich Spieß (* 4. April 1755 in Freiberg; † 17. August 1799 in Besdiekau bei Klattau, Südböhmen) war ein deutscher Schauspieler, Dramatiker und Autor. Er gilt als Mitbegründer des Schauerromans.

## Leben und Werk
Christian Heinrich Spieß kam als Sohn eines Pfarrers und einer Pfarrerstochter zur Welt. Er besuchte das Gymnasium in Freiberg und studierte in Prag, wo er die „Vorlesungen über die deutsche Schreibart“ bei Karl Heinrich Seibt hörte. Dann wurde er Mitglied der wandernden Schauspielergesellschaft von Karl Wahr; seine Lieblingsrolle war die des alten Moor in Schillers Räubern.
1783 brachte er ein Trauerspiel Maria Stuart heraus. Sein Ritterdrama Klara von Hoheneichen wurde 1790 in Kassel uraufgeführt; es wurde zum Muster der Ritterdramatik und von Goethe am Weimarer Hoftheater zehnmal aufgeführt.
Zu diesem Zeitpunkt hatte Spieß bereits ein Angebot des Grafen Caspar Hermann von Künigl angenommen und war Wirtschaftsbeamter auf dessen Gut Besdiekau in Böhmen geworden, wo sein Pflichtenkanon ihm Zeit und Muße genug ließ, um zu einem der produktivsten Romanschriftsteller seiner Zeit zu werden. Sein Petermännchen wurde ins Englische und Französische übersetzt und soll Matthew Lewis, der vor der Abfassung seines Schauerromans The Monk Deutschland bereiste, beeinflusst haben. In den Biographien der Wahnsinnigen lehnte sich Spieß an wirkliche Biographien an, verknüpfte sie und baute sie mit eigenen Erfindungen aus, auch um prominente Protagonisten unkenntlich zu machen. Das Vorbild für Friedrich, den Liebhaber der Ester L. in Die Geschichte der Ester L., konnte mit Hilfe der Memoiren Histoire de ma vie des Giacomo Casanova (1725–1798) als Heinrich Bogislaw Detlef Friedrich von Schwerin (nach 1738 bis etwa 1800) identifiziert werden, Spieler und ungeratener Neffe von Kurt Christoph von Schwerin, dem berühmten Feldmarschall Friedrichs II.

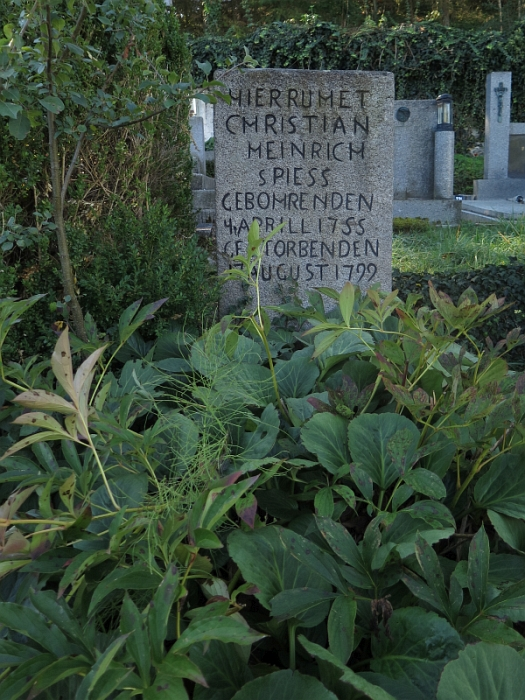
Grabstätte in Bezděkov (2015)

Spieß war mit seiner Geliebten, der Schauspielerin Sophie Körner (1750–1817), nach Besdiekau gegangen. Als binnen kurzer Zeit die Mutter von Spieß und die von ihm geliebte Gräfin Künigl starben, verfiel er im August 1799 in Raserei, kam aber kurz vor seinem Tod wieder zu sich. Sophie Körner wurde nach seinem Tod vom verwitweten Grafen Künigl geehelicht.

## Dramen (Auswahl)
Vollständige Werkliste bei Wikisource (siehe Weblinks)
- Die drei Töchter. Ein Lustspiel in drey Aufzügen. Wien 1782. (Digitalisat)
- Marie Stuart. Albrecht, Prag/Leipzig 1783. (Digitalisat)
- Klara von Hoheneichen. Ritterschauspiel aus dem funfzehnten Jahrhunderte in vier Aufzügen. Schönfeld-Meißner, Prag/Leipzig 1791. (Digitalisat)

## Prosa (Auswahl)
Vollständige Werkliste bei Wikisource (siehe Weblinks)
- Biographien der Selbstmörder (1785), Neuausgabe in Auswahl, hrsg. von Alexander Košenina. Wallstein Verlag, Göttingen 2005
- Der alte Überall und Nirgends. Geistergeschichte. Meißner, Prag/Leipzig 1792 (Digitalisat 1. und 2. Jahrhundert), (3. und 4. Jahrhundert)
- Das Petermännchen (1791) wurde zum berühmtesten und meistgelesenen phantastischen Roman der Goethezeit; dies bestätigen auch die mindestens zwei dramatischen Bearbeitungen von Carl Friedrich Hensler (1794) und Josef Georg Schmalz (1838)
- Die Löwenritter (1794)
- Die zwölf schlafenden Jungfrauen. Frankfurt und Leipzig 1795 (Digitalisat von Band 2 (1797) bei Google Books)
- Biographien der Wahnsinnigen. Voß, Leipzig 1796
  - Band 1 (Digitalisat und Volltext im Deutschen Textarchiv)
  - Band 2 (Digitalisat und Volltext im Deutschen Textarchiv)
  - Band 3 (Digitalisat und Volltext im Deutschen Textarchiv)
  - Band 4 (Digitalisat und Volltext im Deutschen Textarchiv)
- Die Geheimnisse der Alten Egipzier. Eine wahre Zauber- und Geistergeschichte des achtzehnten Jahrhunderts (1798/1799)

## Bearbeitungen seiner Werke
Bühne
- Karl Friedrich Hensler: Das Petermännchen. Ein Schauspiel mit Gesang in vier Aufzügen. 1. Teil. Wien 1794 (Verlag Johann Baptist Wallishauser)
- Karl Friedrich Hensler: Das Petermännchen. Ein Schauspiel mit Gesang in vier Aufzügen. 2. Teil. Wien 1794 (Verlag Johann Baptist Wallishauser)
- Josef Georg Schmalz: Rudolf von Westerburg oder Das Pettermännchen. Eine Geistergeschichte (1838). Manuskript im Archiv der Ritterschauspiele Kiefersfelden. (Neue Abschrift durch Martin Hainzl, Kiefersfelden 1989 / Spielfassung 2013 nicht veröffentlicht)

Film
- Das schöne irre Judenmädchen. Fernsehspiel von Dietrich Feldhausen des Südwestfunks mit Renan Demirkan in der Hauptrolle, Musik: Wolfgang Rihm, Regie: Götz Fischer, 1983